# Jenny e Chachi
Jenny e Chachi (Joanie Loves Chachi) è una serie televisiva statunitense in 17 episodi trasmessi per la prima volta nel corso di 2 stagioni dal 1982 al 1983.
È uno spin-off della serie televisiva Happy Days (è il terzo spin-off dopo Laverne e Shirley  nel 1976 e Mork e Mindy nel 1978) e racconta il rapporto tra Joanie (figlia dei Cunningham e sorella di Richie) e Chachi (cugino di Fonzie). Henry Winkler interpreta Fonzie in un episodio (per un cachet di 175.000 dollari). Scott Baio ed Erin Moran erano realmente fidanzati al tempo delle riprese. Nel doppiaggio in italiano, Joanie diventa Jenny.

## Trama
Joanie (Jenny nella versione in italiano) e Chachi, fidanzati, si trasferiscono a Chicago e cercano di mettere su una rock band e di intraprendere una carriera musicale. La serie mescola elementi tradizionali delle sitcom con spettacoli musicali di Baio e della Moran. La loro band è costituita da un ragazzo di nome Bingo e da due cugini di Chachi, Mario e Annette.
Ellen Travolta (sorella di John Travolta) interpreta Louisa Delvecchio, la madre di Chachi, e Al Molinaro ritorna nel ruolo di Al Delvecchio (patrigno di Chachi che sposa Louisa e che in precedenza era proprietario di Arnold's in Happy Days), che ha aperto un ristorante in cui Chachi e Joanie eseguono la maggior parte dei loro spettacoli. Art Metrano interpreta lo zio di Chachi, Rico Mastorelli, che è manager della band e contribuisce al successo di Joanie e Chachi.

## Personaggi
- Chachi Arcola (17 episodi, 1982-1983), interpretato da Scott Baio.
- Joanie Cunningham (Jenny nella versione in italiano, 17 episodi, 1982-1983), interpretata da	Erin Moran.
- Al Delvecchio (17 episodi, 1982-1983), interpretato da	Al Molinaro.
- Mario (17 episodi, 1982-1983), interpretato da	Derrel Maury.
- Louisa Arcola Delvecchio (17 episodi, 1982-1983), interpretata da	Ellen Travolta.
- Annette (17 episodi, 1982-1983), interpretata da	Winifred Freedman.
- Bingo (17 episodi, 1982-1983), interpretato da	Robert Pierce.
- zio Rico Mastorelli (12 episodi, 1982-1983), interpretato da	Art Metrano.
- Howard Cunningham (2 episodi, 1982), interpretato da	Tom Bosley.
- Carol (2 episodi, 1982), interpretata da	Joy Claussen.
- Marion Cunningham (2 episodi, 1982), interpretata da Marion Ross.
- Fonzie (1 episodio, 1982), interpretato da	Henry Winkler.

## Produzione
La serie, creata da Garry Marshall e Lowell Ganz, fu prodotta da Paramount Television e girata negli studios della Paramount a Los Angeles in California. La sigla iniziale, You Look at Me, fu scritta da Pamela Phillips e James P. Dunne
Lo spettacolo inizialmente ebbe un buon seguito, ma le valutazioni crollarono nella seconda stagione, con uno spostamento al giovedì sera, e la serie durò solo due stagioni. I personaggi tornarono in Happy Days per la sua ultima stagione. Nel 2010, TV Guide Network  ha collocato Joanie e Chachi al 17º posto nella lista dei 25 Biggest TV Blunders (i 25 più grandi errori nella storia della produzione televisiva).

### Registi
Tra i registi della serie sono accreditati:
- John Tracy (8 episodi, 1982-1983)
- Joel Zwick (3 episodi, 1982)
- Lowell Ganz (2 episodi, 1982)
- Tom Trbovich (2 episodi, 1982)
- Henry Winkler (1 episodio)

## Distribuzione
La serie fu trasmessa negli Stati Uniti dal 1982 al 1983 sulla rete televisiva ABC e durò due stagioni per soli 17 episodi (la prima stagione, abbreviata, era composta da soli quattro episodi). In Italia è stata trasmessa su Canale 5 con il titolo Jenny e Chachi.

## Episodi
| Stagione         | Episodi | Prima TV USA |
| ---------------- | ------- | ------------ |
| Prima stagione   | 4       | 1982         |
| Seconda stagione | 13      | 1982-1983    |